# Eastman Johnson

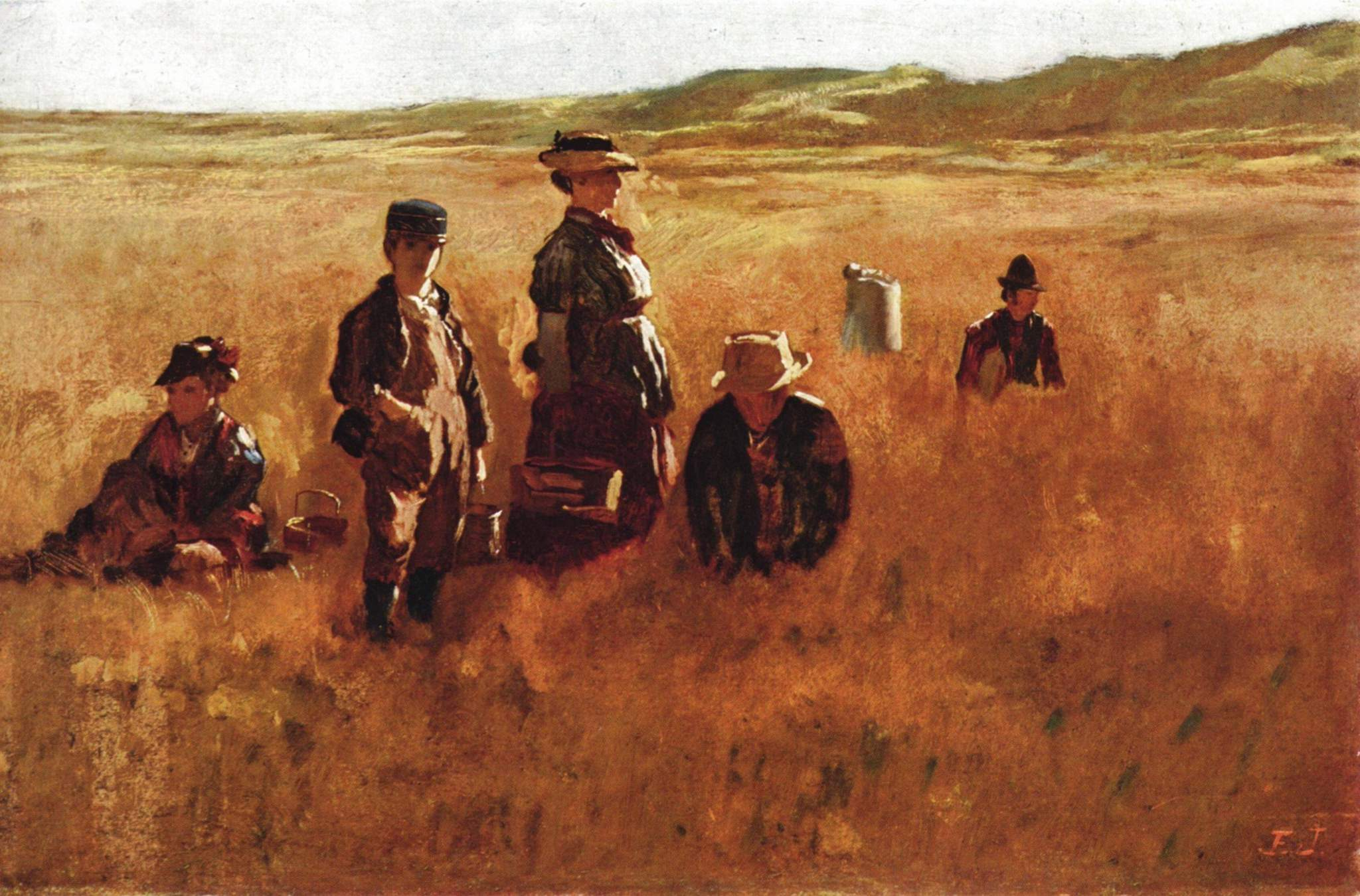
Op het veld, ca. 1875, Detroit Institute of Arts

Jonathan Eastman Johnson (Lovell (Maine), 29 juli 1824 - New York, 5 april 1906) was een Amerikaans kunstschilder van vooral portretten en genrestukken.
Johnsons artistieke loopbaan nam een aanvang toen zijn vader hem in 1840 in de leer deed bij een lithograaf in Boston. In 1849 ging hij naar Düsseldorf, waar hij werkte bij Emanuel Leutze, een Duitse schilder die enige tijd in Amerika had gewoond en op diverse manieren steun verleende aan in de stad verblijvende Amerikaanse kunstenaars.
Van 1851 tot 1855 verbleef Johnson in Nederland, voornamelijk in Den Haag, waar hij studie maakte van de Nederlandse en Vlaamse meesters. Dit resulteerde in een beïnvloeding van zijn werk in stijl en onderwerpkeuze van Hollandse meesters als Jan Steen en Rembrandt. Hierdoor stond hij in zijn tijd in zijn vaderland wel bekend als de 'Amerikaanse Rembrandt'.
In 1855 trok hij naar Parijs, waar hij enige tijd studeerde bij Thomas Couture. Vervolgens keerde hij terug naar de Verenigde Staten. Hij richtte zich in zijn werk op typisch Amerikaanse onderwerpen, met aandacht voor verschillende bevolkingsgroepen zoals Afro-Amerikanen en indianen, maar ook voor onder meer oorlogstaferelen en historiestukken. In zijn genrestukken verbeeldt hij taferelen van verschillende aspecten van het alledaagse leven in met name het noordoosten van de Verenigde Staten.
Johnson ontwikkelde zich tevens tot een bekwaam portrettist en vervaardigde portretten van diverse beroemde Amerikanen, onder wie Abraham Lincoln, Nathaniel Hawthorne, Ralph Waldo Emerson en Henry Wadsworth Longfellow.
In 1871 kocht hij een huis op Nantucket in Massachusetts, waar hij ook een atelier vestigde en zijn zomers doorbracht.
Enkele van zijn landschappen, zoals het hier getoonde Op het veld, zijn al impressionistisch van karakter.
Eastman Johnson was medeoprichter van het in New York gevestigde Metropolitan Museum of Art.

## Externe links

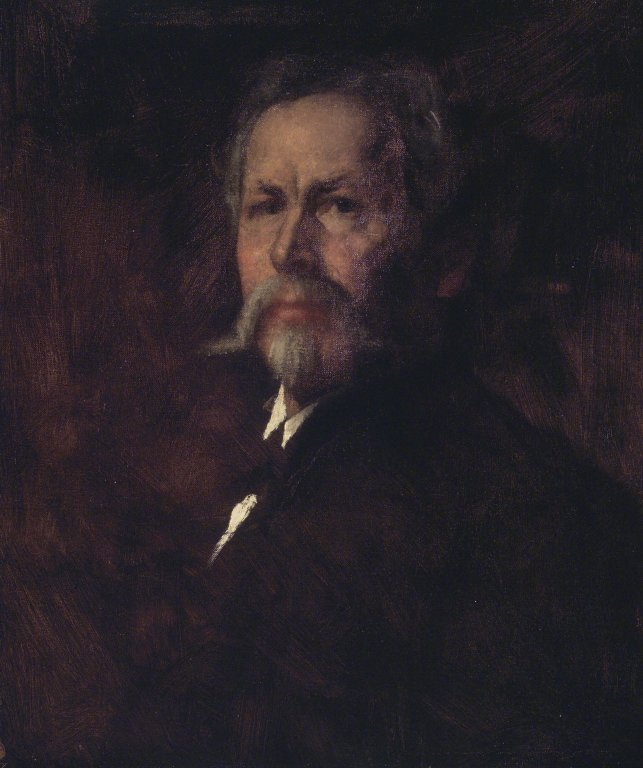
Zelfportret, ca. 1890, Brooklyn Museum, New York